# Morokia meeki
Morokia meeki är en skalbaggsart som beskrevs av Oliver Erichson Janson 1905. Morokia meeki ingår i släktet Morokia och familjen Cetoniidae. Inga underarter finns listade i Catalogue of Life.